# Família Spencer

O brasão de armas dos Condes Spencer

A Casa de Spencer, descendentes através de uma linha masculina, de um certo Henry Spencer (falecido provavelmente em 1478), também descendente das dinastias Stuart e Orange, e um ancestral dos Condes de Sunderland, os futuros Duques de Marlborough, dos Condes Spencer e de Diana, Princesa de Gales. Entretanto, é claro que existem diversas famílias Spencer, espalhadas pelo mundo; algumas sem qualquer proximidade genealógica.

## Membros da família

### Condes de Sunderland
- Henry Spencer, 1.º Conde de Sunderland (1620-1643), partidário de Carlos I durante a  Guerra civil inglesa.
- Robert Spencer, 2.º Conde de Sunderland (1640-1702), político.
- Charles Spencer, 3.º Conde de Sunderland (1675-1722), político.
- Robert Spencer, 4.º Conde de Sunderland (1701-1729) (irmão mais velho do 3.º Duque de Marlborough)

### Duques de Marlborough
- Charles Spencer, 3.º Duque de Marlborough (1706-1758), general e político.
- George Spencer, 4.º Duque de Marlborough (1739-1817), político.
- George Spencer, 5.º Duque de Marlborough (1766-1840), mudou seu sobrenome para "Spencer-Churchill".  Entre seus descendentes Spencer-Churchill estão os restantes Duques de Marlborough e políticos como Lord Randolph Churchill e Winston Churchill.

### Condes Spencer (1765)
- John Spencer, 1.º Conde Spencer (1734 - 1783)
- George John Spencer, 2.º Conde Spencer (1758 - 1834), político.
- John Charles Spencer, 3.º Conde Spencer (1782 - 1845), melhor conhecido como Lord Althorp, político.
- Frederick Spencer, 4.º Conde Spencer (1798 - 1857)
- John Poyntz Spencer, 5.º Conde Spencer (1835 - 1910), político.
- Charles Robert Spencer, 6.º Conde Spencer (1857 - 1922)
- Albert Edward John Spencer, 7.º Conde Spencer (1892 - 1975)
- Edward John Spencer, 8.º Conde Spencer (1924 - 1992), pai de Diana, Princesa de Gales.
- Charles Edward Maurice Spencer, 9.º Conde Spencer (n. 1964), irmão de Diana, Princesa de Gales.

### Outros
- Os Barão Churchill|Barões e Visconde Churchill|Viscondes Churchill, os descendentes de um jovem filho do 4.° Duque de Marlborough.
  - Francis Spencer, 1.º Barão Churchill
  - Victor Spencer, 1.º Visconde Churchill
- Georgiana Cavendish, Duquesa de Devonshire (1757–1806), socialite.
- George Spencer (Padre Ignatius de St. Paul, Passionista.) (1799–1864)
- Lady Jane Fellowes (nascida em 1957), irmã de Diana.
- Lady Sarah McCorquodale (nascida em 1955), irmã de Diana.
- Diana, Princesa de Gales, outrora Lady Diana Frances Spencer (1961–1997).

## Descendentes não-Spencer da família
Os indivíduos listados abaixo não são Spencer, mas descendem do mesmo Henry Spencer via uma ou mais linhas de descendência. Tem sido alegado que muitos autores, incluindo Jane Austen e George Orwell, são descendentes da família; contudo, há evidências limitadas.
- Alice Spencer, Condessa de Derby (1559-1637), filha do Sir John Spencer.
- George Washington (1731/2 - 1799), primeiro presidente dos Estados Unidos da América.
- George H. W. Bush (1924-2018), presidente dos Estados Unidos da América.
- George W. Bush (nascido em 1946), presidente dos Estados Unidos da América.
- John Calvin Coolidge Jr (1872-1933), presidente dos Estados Unidos da América.
- Charles Darwin (1809-1882) - autor de A Origem das Espécies.
- Sir Alec Douglas-Home (1903-1995), primeiro-ministro.
- John Dryden (1631-1700), poeta.
- Louis Auchincloss (nascido em 1917), romancista.
- Antonia Fraser (nascida em 1932), autora.
- Robert Hutchings Goddard (1882-1945), cientista.
- Dubose Heyward (1885-1940) - autora de Porgy and Bess.
- Oliver Wendell Holmes (1841-1935) - juiz da Corte Suprema dos Estados Unidos entre 1902 e 1932.
- Lady Caroline Lamb (1785-1828) - romancista e amante de Lord Byron.
- Gavin Maxwell (1914-1969) - naturalista e autor.
- Franklin Delano Roosevelt (1882-1945) presidente dos Estados Unidos da América (descendente da família Spencer via ambos os pais).
- Jonathan Swift (1667-1745) - autor de As viagens de Gulliver.
- Sua Alteza Real Guilherme, Príncipe de Gales (nascido em 1982) - (primeiro na linha de sucessão ao trono britânico, neto do oitavo Conde Spencer).
- Sua Alteza Real Henrique, Duque de Sussex (nascido em 1984) - (quinto na linha de sucessão ao trono britânico, neto do oitavo Conde Spencer).
- Sua Alteza Real Jorge de Gales (nascido em 2013) - (segundo na linha de sucessão ao trono britânico, bisneto do oitavo Conde Spencer).
- Sua Alteza Real Carlota de Gales (nascida em 2015) - (terceira na linha de sucessão ao trono britânico, bisneta do oitavo Conde Spencer).
- Sua Alteza Real Luís de Gales (nascido em 2018) - (quarto na linha de sucessão ao trono britânico, bisneto do oitavo Conde Spencer).
- Sua Alteza Real Archie de Sussex(nascido em 2019) - (sexto na linha de sucessão ao trono britânico, bisneto do oitavo Conde Spencer).
- Sua Alteza Real Lilibet de Sussex(nascida em 2021) - (sétima na linha de sucessão ao trono britânico, bisneto do oitavo Conde Spencer).

## Casamento com a família
Sir Anthony Eden, primeiro-ministro britânico entre 1955 e 1957, casou-se com a sobrinha de Winston Churchill, que havia sido seu precedente.